# Ludwigstraße 9 (Bad Kissingen)

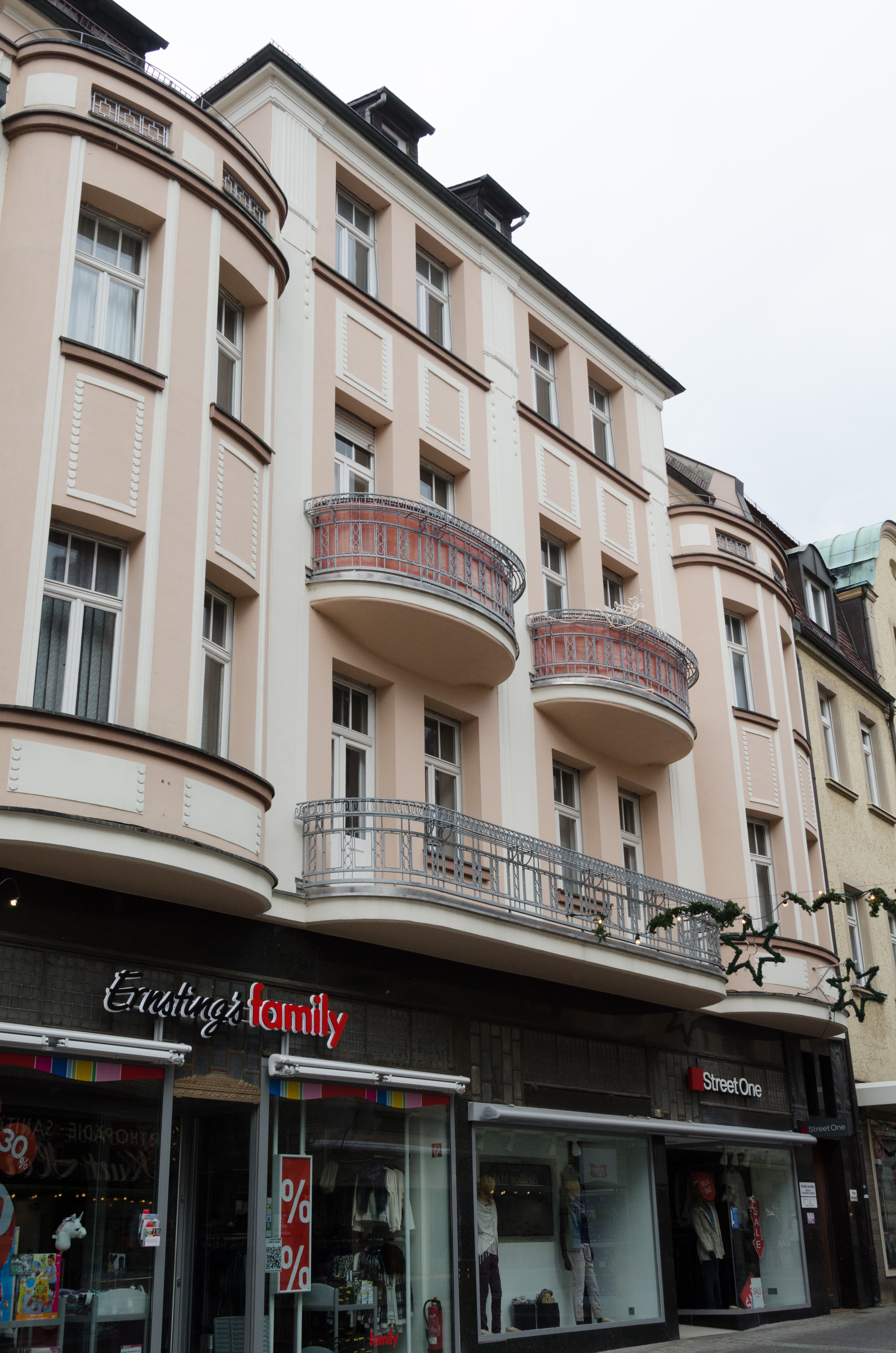
Ludwigstraße 9 in Bad Kissingen

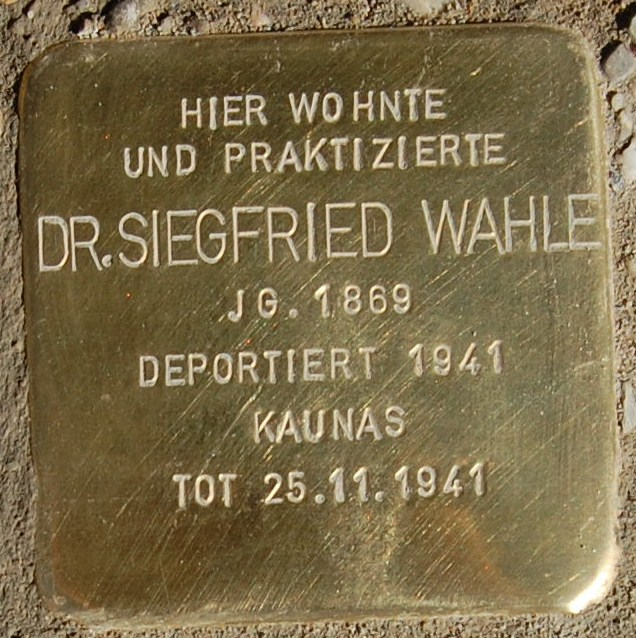
Stolperstein für Dr. Siegfried Wahle

Das Gebäude Ludwigstraße 9 in der Ludwigstraße in Bad Kissingen, der Großen Kreisstadt des unterfränkischen Landkreises Bad Kissingen, gehört zu den Bad Kissinger Baudenkmälern und ist unter der Nummer D-6-72-114-43 in der Bayerischen Denkmalliste registriert.

## Geschichte
Das viergeschossige Wohn- und Geschäftshaus wurde in den Jahren 1912/13 vom Nürnberger Architekten Albert Mayer im Spätjugendstil errichtet. Der Satteldachbau ist mit halbovalen Erkern und mit Putzzier ausgestattet. Das vierte Obergeschoss ist zum Zweck der Anpassung an die Nachbarhäuser durch die Zurückstufung des obersten Geschosses und die Vorschaltung der halbovalen Erker optisch zurückgenommen. Heute befinden sich in dem Anwesen Wohnungen und ein Modegeschäft.
Während der Zeit des Nationalsozialismus waren drei Bewohner des Anwesens von Verfolgung betroffen. Die Textilkaufleute Karl Neumann und Julius "Juller" Neumann (Sohn von Karl Neumann) wurden im Jahr 1942 in das Ghetto Theresienstadt (Karl Neumann) beziehungsweise  in das Ghetto Izbica (Julius Neumann) deportiert und starben dort; Dr. med. Siegfried Wahle, der in dem Anwesen wohnte und auch seine Praxis führte, starb im Jahr 1941 im Konzentrationslager Kauen. An sie erinnern drei vor dem Anwesen befindliche Stolpersteine.